# Langelund Sogn
Langelund Sogn (bis 1. Oktober 2010: Langelund Kirkedistrikt  (dt.: Kirchenbezirk) im Ringive Sogn) ist eine Kirchspielsgemeinde (dän.: Sogn)  im südlichen Dänemark. Bis zum 1. Oktober 2010 war sie lediglich ein Kirchenbezirk im Ringive Sogn. Als zu diesem Termin sämtliche Kirchenbezirke Dänemarks aufgelöst wurden, wurde sie ein selbständiges Sogn.
Im Kirchspiel leben 671 Einwohner (Stand: 1. Januar 2023). Im Kirchspiel liegt die Kirche „Langelund Kirke“.

## Geschichte
Bis 1970 gehörte Ringive Sogn zur Harde Norvang Herred im damaligen Vejle Amt, danach zur Give Kommune im erweiterten Vejle Amt, die im Zuge der  Kommunalreform zum 1. Januar 2007 in der Vejle Kommune in der Region Syddanmark aufgegangen ist.